# Научно-образовательные школы МГУ
В Московском государственном университете имени М. В. Ломоносова в 2020 году в рамках программы развития университета созданы семь, постоянно действующих научно-образовательных школ (НОШ МГУ). 
Главным принципом создания научно-образовательных школ МГУ является организация ведения научной работы на междисциплинарном уровне, на стыке разных наук. У школ две главных задачи: современные научные фундаментальные исследования и подготовка кадров. 
В основе научно-образовательной деятельности научно-образовательных школ университета лежат два основных рычага ― фундаментальность и междисциплинарность.

## НОШ МГУ «Фундаментальные и прикладные исследования космоса»
Деятельность школы направлена на подготовку специалистов и научные исследования в следующих актуальных направлениях исследования космоса:
- исследование темной материи и теория гравитации;
- безопасность деятельности в околоземном космическом пространстве;
- обеспечение исследования внеземных объектов (в частности Луны) и дальнейшее освоение космического пространства.

Основными научными подразделениями школы являются: факультет космических исследований МГУ, механико-математический факультет МГУ, физический факультет МГУ, Государственный астрономический институт МГУ и НИИ ядерной физики МГУ.

## НОШ МГУ «Сохранение мирового культурно-исторического наследия»
Задачей школы является всемерное содействие привлечению наследия и достижений отечественной и мировой культуры, с целью преодоления усложняющихся вызовов современности и сохранения гуманистических ценностей в качестве ориентиров в ситуации возрастающей роли искусственного интеллекта в жизнедеятельности человека и общества.
В работе Школы участвуют более 200 ведущих ученых и преподавателей Московского университета в области истории, философии, филологии, лингвистики, политологии, психологии, социологии, биологии, музееведения, антропологии, астрономии, журналистики.

## НОШ МГУ «Мозг, когнитивные системы, искусственный интеллект»
В задачи школы входит решение фундаментальных задач, связанных с раскрытием природы когнитивных систем, пониманием принципов работы мозга и созданием систем искусственного интеллекта и привлечение к решению этих задач талантливой молодежи и подготовка высококвалифицированных кадров в области искусственного интеллекта.

## НОШ МГУ «Молекулярные технологии живых систем и синтетическая биология»
Школа в своей деятельности объединяет естественнонаучные подразделения Московского университета: биологический факультет, химический факультет, Научно-исследовательский институт физико-химической биологии имени А. Н. Белозерского, факультет фундаментальной медицины, факультет биоинженерии и биоинформатики, институт функциональной геномики.
Деятельность школы направлена на проведение научных исследований в области молекулярных технологий живых систем и внедрения научных достижений в практику совместно с организациями реального сектора экономики. Ключевой проект школы — «Борьба с новыми инфекциями».

## НОШ МГУ «Математические методы анализа сложных систем»
Деятельность школы направлена на решение задач научно-технологического развития в части поиска эффективных ответов общества на вызовы в сфере взаимодействия человека и природы, учитывая изменения, связанные с цифровой трансформацией во многих областях жизни.
В состав Школы входит более 80 профессоров и докторов наук из различных подразделений университета: механико-математического факультета, НИИ механики МГУ, факультета ВМК МГУ, лаборатории инженерии знаний ИМИСС МГУ.
Школой получены результаты, вносящие существенный вклад в разработку новых эффективных методов исследования сложных систем, возникающих в различных областях развития общества и научного знания в условиях цифровой трансформации. В рамках грантовой деятельности школы ведётся работа по созданию онтологической системы ключевых понятий предметных областей фундаментальной науки для информационной системы Ковчег знаний МГУ, разработаны программы межфакультетских курсов МГУ «Инженерия знаний (теория и практика)» и «Системы коллективной работы со знанием (вики-технологии)».
- Программа МФК «Инженерия знаний (теория и практика)» (титульный лист с утверждением ректора МГУ)
- Программа МФК «Системы коллективной работы со знанием (вики-технологии)» (титульный лист с утверждением ректора МГУ)

## НОШ МГУ «Фотонные и квантовые технологии. Цифровая медицина»
Школой ведутся исследования в области создания квантовых сенсоров и квантовой связи, нанооптики, разработки систем хранения, обработки и передачи информации на новых физических принципах, в области цифровой медицины, радиационной медицинской физики и биомедицинской фотоники.
В состав школы входят сотрудники трёх подразделений МГУ: физического факультета МГУ, факультета фундаментальной медицины МГУ и медицинского научно-образовательного центра МГУ.
Деятельность школы нацелена на проведение междисциплинарных исследований в области фундаментальной и прикладной физики и биомедицины. Школой реализуется комплексный подход, объединяющий разработку инновационных технологических решений, создание новых образовательных программ и подготовку кадров.

## НОШ МГУ «Будущее планеты и глобальные изменения окружающей среды»
Школа ведёт научно-образовательную деятельность в сфере экологии, решая задачу ответов на глобальные экологические вызовы:
- глобальное изменение климата,
- сокращение биологического разнообразия,
- истощение природных ресурсов,
- загрязнение окружающей среды,
- проблема нехватки пресной воды.

Школа создана Московским университетом для участия в национальном проекте «Экология» и входящих в него стратегических проектов: «Научные основы комплексной системы мониторинга качества окружающей среды» и «Рациональное природопользование в условиях меняющегося климата».
В организации школы принимают участие: географический факультет МГУ, химический факультет МГУ, биологический факультет МГУ, факультет почвоведения МГУ и факультет наук о материалах МГУ.

## Грантовый конкурс НОШ МГУ
В интересах Междисциплинарных научно-образовательных школ Московского университета проводится конкурс междисциплинарных научных проектов исследовательских коллективов МГУ имени М.В.Ломоносова.